# Hans Ledermann
Hans Ledermann (ur. 28 grudnia 1957 w Hombrechtikon) – szwajcarski kolarz torowy i szosowy, dwukrotny medalista torowych mistrzostw świata.

## Kariera
Największy sukces w karierze Hans Ledermann osiągnął w 1985 roku, kiedy zdobył srebrny medal w wyścigu punktowym zawodowców podczas mistrzostw świata w Bassano. W wyścigu tym uległ jedynie swemu rodakowi Ursowi Freulerowi, a bezpośrednio wyprzedził Włocha Stefano Allocchio. Na rozgrywanych osiem lat wcześniej mistrzostwach świata w San Sebastián Ledermann zdobył brązowy medal w wyścigu na 1 km, przegrywając tylko z dwoma reprezentantami NRD: Lotharem Thomsem i Güntherem Schumacherem. Wielokrotnie zdobywał medale torowych mistrzostw Szwajcarii, w tym dwa złote: w 1977 i 1985 roku był najlepszy w wyścigu na 1 km. W 1980 roku brał udział w igrzyskach olimpijskich w Moskwie, gdzie wraz z kolegami zajął ósme miejsce w drużynowym wyścigu na dochodzenie. Cztery lata później, podczas igrzysk w Los Angeles w tej samej konkurencji Szwajcarzy z Ledermannem w składzie zajęli siódmą pozycję. Szwajcar startował także w wyścigach szosowych wygrywając między innymi kryterium w szwajcarskim Langenthal, niemieckim Offenbach i amerykańskim Indianapolis w 1987 roku.